# Шанхассен (город, Миннесота)
Шанхассен (англ. Chanhassen) — город в округах Карвер и Хеннепин, штат Миннесота, США. На площади 59,3 км² (53,8 км² — суша, 5,5 км² — вода), согласно переписи 2002 года, проживают 20 321 человек. Плотность населения составляет 444 чел./км². 
- Телефонный код города — 952
- Почтовый индекс — 55317
- FIPS-код города — 27-10918[1]
- GNIS-идентификатор — 0641106[2]